# Georg Friedrich Rumpel

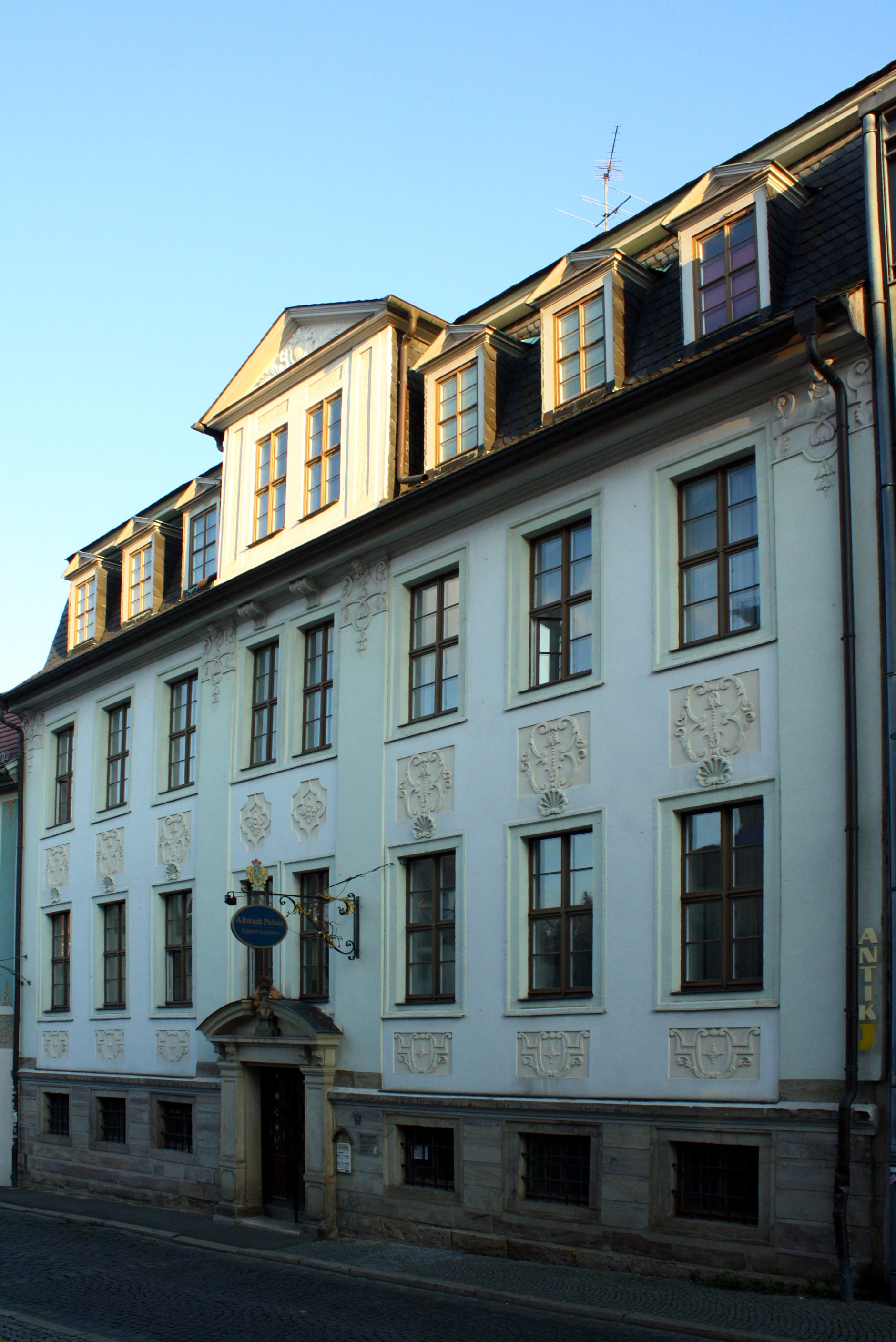
Haus mit der Palme

Georg Gottlob Friedrich Rumpel (geb. in Weimar; gest. am 13. Februar 1729 in Weimar) war Arzt und Physikus in Weimar. Außerdem war er herzoglicher Leibmedikus und sachsen-weimarischer Rat.
Rumpel studierte in Jena Medizin. Er promovierte 1690 in Jena. Er wirkte von 1690 bis 1726 als Arzt. Rumpel war Bauherr des Hauses, wo sich später das Oberkonsistorium ansiedeln sollte: das Haus mit der Palme in der Schlossgasse 4 in Weimar. Dieser Behörde stand dann u. a. Johann Gottfried Herder vor.
Rumpels Grab befindet sich auf dem Jacobsfriedhof Weimar in einem halben Bogen in der Ostmauer. Der barocke Grabstein ist nur noch teilweise zu erkennen und die Inschriften lesbar. Die Familie Rumpel musste vermögend gewesen sein, denn sie besaß ein Erbbegräbnis, was sich nur die Wenigsten in Weimar leisten konnten.